# Мартыновка (Всеволожский район)
Марты́новка (эст. Riianautio) — упразднённая деревня на территории Морозовского городского поселения Всеволожского района Ленинградской области.

## Географическое расположение
Расположена к северу от посёлка имени Морозова на автодороге А120 (Санкт-Петербургское северное полукольцо, бывшая 41А-189 «Магистральная» (Р21 — Васкелово — А121 — А181)).
К западу и смежно находится деревня Ганнибаловка.
Деревня находится в верховьях реки Чёрной (Ганнибаловки).

## История
В 1882 году в окрестностях дачи Рижская Пустошь, принадлежавшей статскому советнику, барону В. А. Ренненкампфу, началось строительство Шлиссельбургского порохового завода.
После постройки завода на месте будущей деревни располагались пороховые погреба.
Согласно данным переписи населения СССР 1926 года:

МАРТЫНОВКА — деревня Чёрнореченского сельсовета района города Шлиссельбурга, 6 хозяйств, 15 душ, все эсты.

Деревня Мартыновка упоминается на картах 1932 года.

Деревня Мартыновка на карте 1937 года

Согласно топографической карте РККА 1937 года деревня насчитывала 4 двора, в деревне находился дом лесника.
В 1940 году деревня насчитывала 6 крестьянских дворов.
До 1942 года — место компактного проживания эстонцев.
По данным 1973 и 1990 годов деревня Мартыновка находилась в административном подчинении Морозовского поселкового совета.
Упразднена в 2001 году в связи с отсутствием постоянно проживающего населения.